# Goethe-Institut
Goethe-Institut (dříve Goethův či Goetheho institut) je německý obecně prospěšný spolek s hlavním sídlem v Mnichově. Název organizace je odvozen od německého básníka Johanna Wolfganga von Goethe.

## Historie

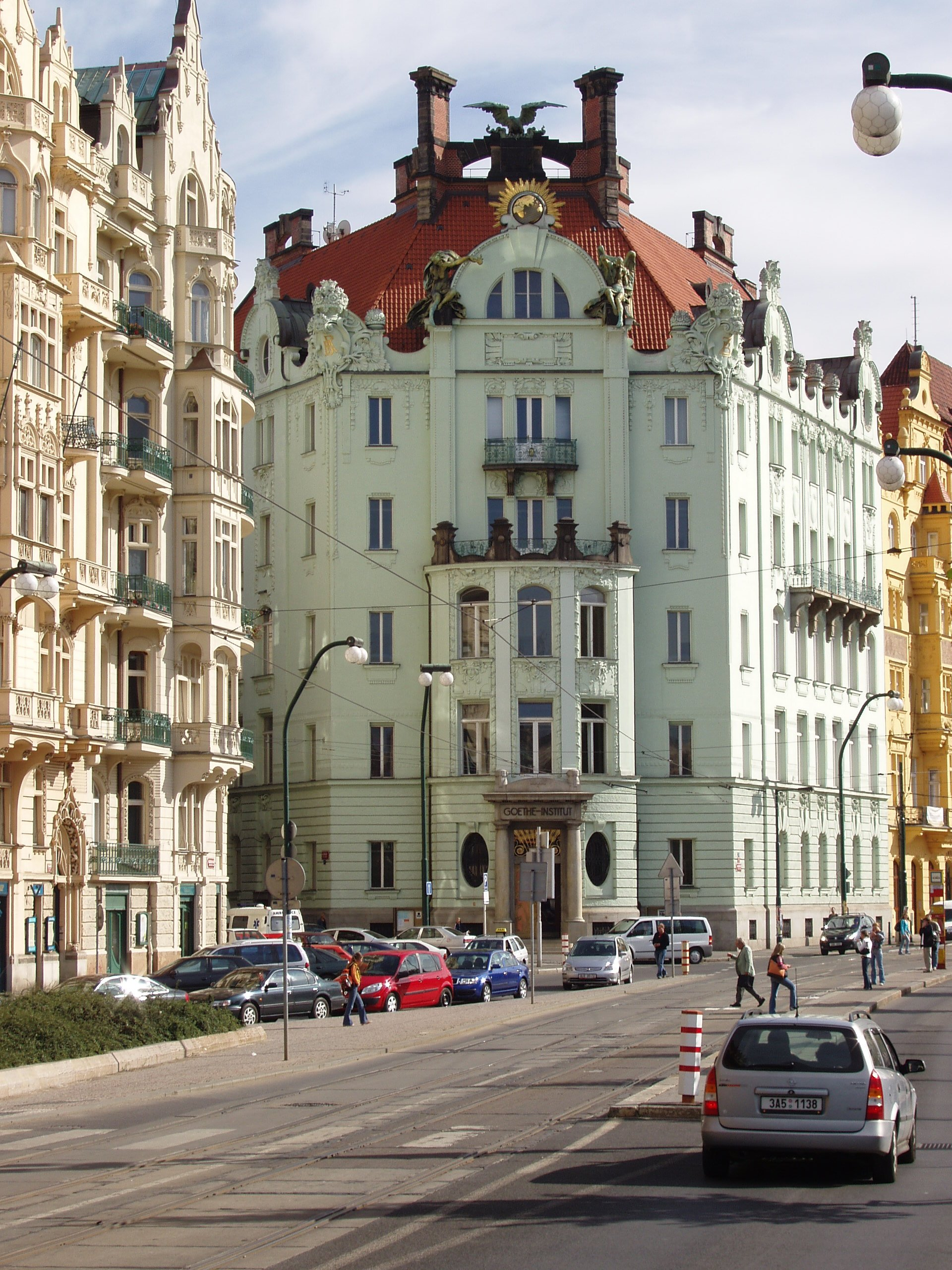
Goethe-Institut v Praze na Masarykově nábřeží

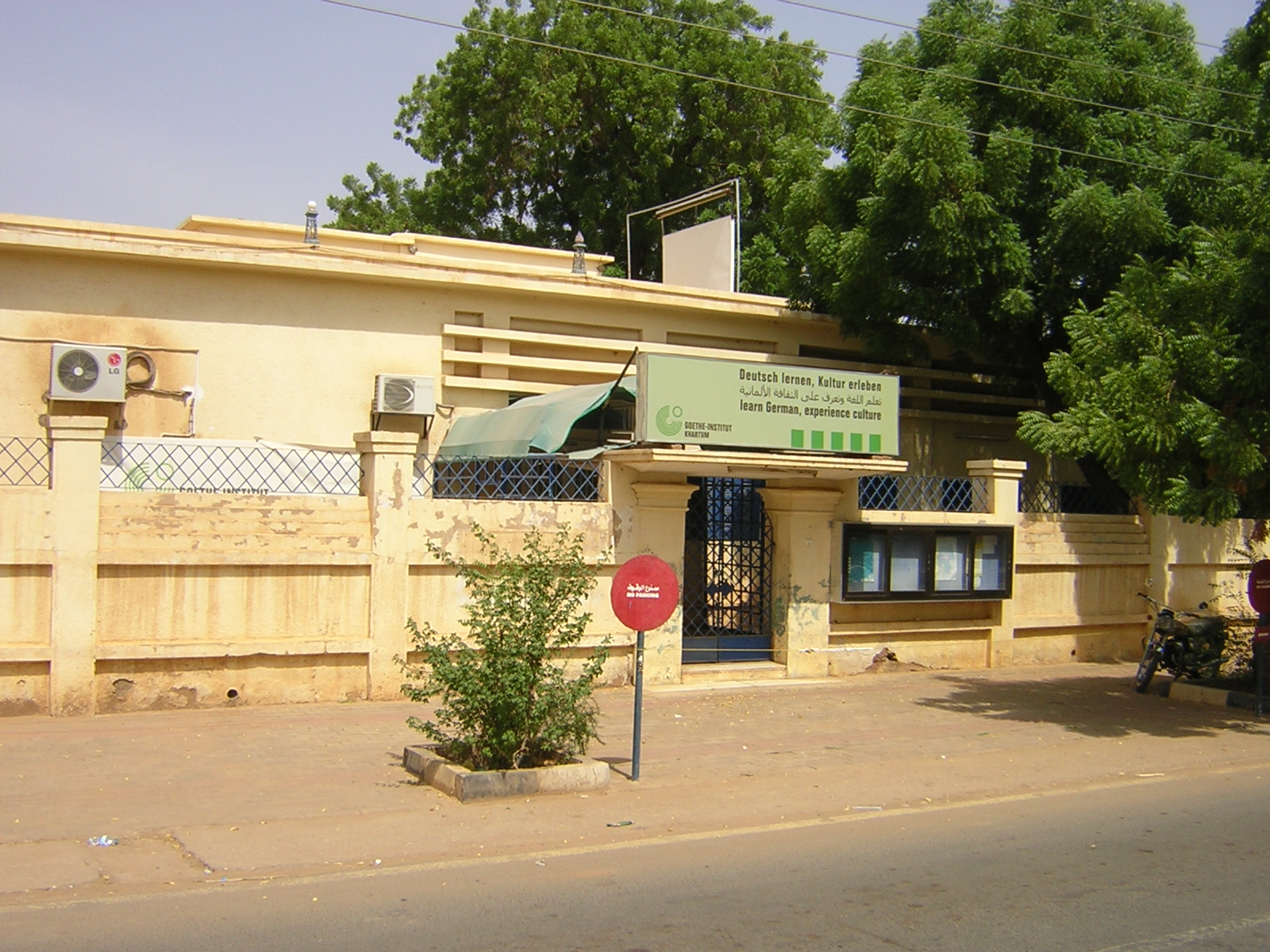
Goethe-Institut v súdánském hlavním městě Chartúmu

Institut byl založen v roce 1951 jako nástupnická organizace Německé akademie (Deutsche Akademie). Tato předchozí instituce vznikla v roce 1925 a měla za úkol „vědecký výzkum a péči o němectví (Deutschtum)“ jak v tehdejším Německu, tak v zahraničí.
S finanční podporou německého ministerstva zahraničí udržuje Goethe-Institut 159 institutů v 98 zemích, včetně 12 poboček v Německu. Na instituty je napojeno zhruba 700 organizací zahraničních partnerů po celém světě, pro něž Goethe-Institut zajišťuje finanční podporu či poradenství. Goethe-Instituty mají za úkol podporovat znalost němčiny v zahraničí, pečovat o mezinárodní kulturní spolupráci a zprostředkovávat celkový aktuální obraz Německa.
Goethe-Institut má své pobočky na všech kontinentech. Udržuje např. šest poboček ve Spojených státech amerických, tři instituty v Rusku a tři pobočky v Čínské lidové republice (mj. v Hongkongu). V posledních letech rozšiřuje institut svoje působení v Africe.

## Předsedové
- Kurt Magnus (1951–1962)
- Max Grasmann (1962–1963)
- Peter H. Pfeiffer (1963–1971)
- Hans-Heinrich Herwarth von Bittenfeld (1971–1977)
- Klaus von Bismarck (1977–1989)
- Hans Heigert (1989–1993)
- Hilmar Hoffmann (1993–2001)
- Jutta Limbach (2002–2008)
- Klaus-Dieter Lehmann (2008–2020)
- Carola Lentz (2020–2024)
- Gesche Joost (od 19. listopadu 2024)

Současným výkonným ředitelem Goethe-Institutu (s titulem generální sekretář) je od 1. března 2012 Johannes Ebert.

## Česko
Goethe-Institut pro Českou republiku sídlí na Masarykově nábřeží v Praze. Budovu v letech 1945–1948 využívalo Bulharské velvyslanectví. Od roku 1949 do roku 1990 zde sídlilo velvyslanectví Německé demokratické republiky. Od roku 1991 se budova stala sídlem Institutu, který se do secesní budovy nastěhoval v roce 1993. Je zde největší německá knihovna v České republice, nabízí zde různé přednášky, školení a konzultace pro učitele němčiny, kurzy němčiny, probíhají zde různé výstavy a akce propagující německou kulturu.